# Rashid Masharawi
Rashid Masharawi, aussi orthographié Rashid Mashrawi, né en 1962 à Gaza, est un réalisateur palestinien.

## Biographie
Rashid Masharawi a grandi à Shati dans un camp de réfugiés de la bande de Gaza, dans une famille originaire de Jaffa.
Rashid Masharawi vit et travaille à Ramallah où il a créé le Centre de Production et de Distribution Cinématographique en 1996 pour promouvoir le cinéma local.
Il sponsorise également un cinéma mobile qui lui permet de faire des projections dans les camps de réfugiés. Il organise régulièrement des lectures et forums de discussions au Centre Culturel Al-Matal. Il est également connu pour ses films et documentaires pour lesquels il a été récompensé plusieurs fois.

## Filmographie
(en général, il est à la fois producteur, réalisateur et scénariste)
- 1987 : Te'udat Ma'avar
- 1989 : Miklat (The Shelter), fiction[1]
- 1991 : One Family: The Price of Bread (réalisateur et scénariste, téléfilm)
- 1994 : Couvre-feu (réalisateur et scénariste) [2]. Sélectionné à la Semaine de la critique, il reçoit à Cannes le Prix Unesco (1994), ainsi que le prix du public et de la critique au Festival Cinémed de Montpellier.
- 1996 : Haïfa
- 1998 : Stress (réalisateur)
- 2002 : Ticket to Jerusalem (Un ticket pour Jérusalem), fiction[2], a gagné un grand nombre de prix
- 2003 : En direct de Palestine (Live from Palestine), documentaire de 57 min[1]
- 2005 : Arafat, mon frère (Arafat, my Brother), documentaire[2] (réalisateur et producteur)
- 2005 : Attente (Waiting), fiction (réalisateur, scénariste et coproducteur)[3] - Tanit de bronze aux Journées cinématographiques de Carthage 2006
- 2008 : L'Anniversaire de Leila (Laila's Birthday)
- 2009 : Al ajniha assaghira
- 2012 : Land of the Story (documentaire)
- 2013 : Palestine Stereo
- 2014 : Lettre de Yarmouk
- 2021 : Réminiscences
- 2024 : From Ground Zero, film à sketches de 112 minutes fait avec des courts métrages de 22 cinéastes, tournés pendant la destruction de Gaza[4]
- 2025 : Songe